# 자나카
자나카(산스크리트어: जनक, IAST: Janaka)는 힌두 서사시 라마야나에서 미틸라를 통치했던 비데하의 왕이다. 자나카는 수나야나와 결혼했다. 그는 서사시에서 시타와 우르밀라의 아버지이다. 자나카라는 용어는 니미 왕과 그의 아들 미티 왕의 후손인 비데하의 모든 왕들이 채택한 칭호이기도 했다. 미티 왕은 자나카라는 칭호를 받은 비데하의 초대 왕으로 여겨진다.
자나카는 물질적 소유물에 대한 비집착의 이상적인 본보기로 존경받는다. 그는 영적 담론에 깊이 관심을 가졌고 자신을 세속적인 환상으로부터 자유롭다고 여겼다. 아슈타바크라와 술라바와 같은 현자 및 구도자들과의 교류는 고대 문헌에 기록되어 있다.

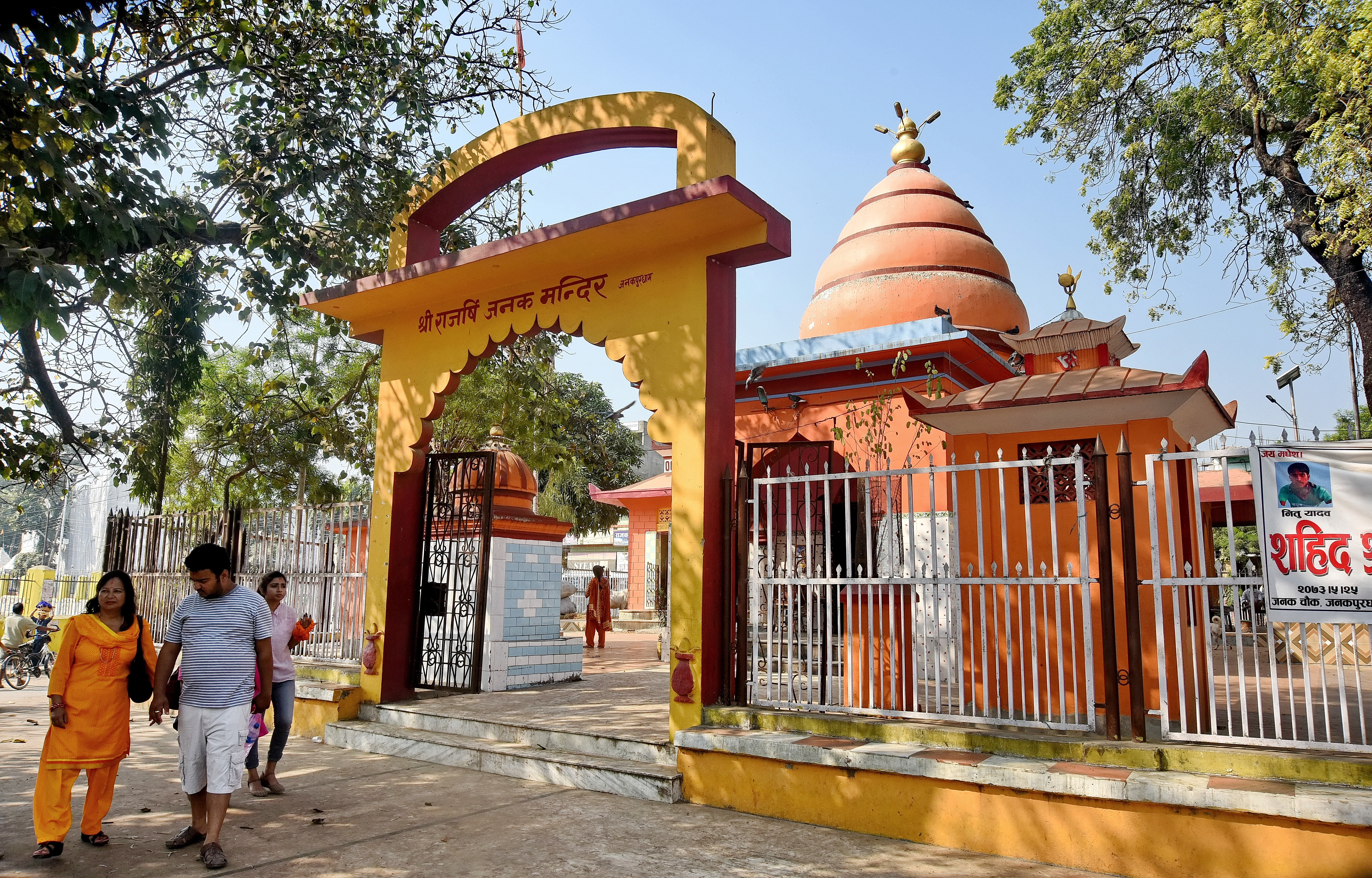
수도 자낙푸르에 있는 자나카 왕을 신으로 모시는 사원. 이 사원은 슈리 라자르시 자나크 만디르로 알려져 있다.

## 전설

### 탄생과 혈통

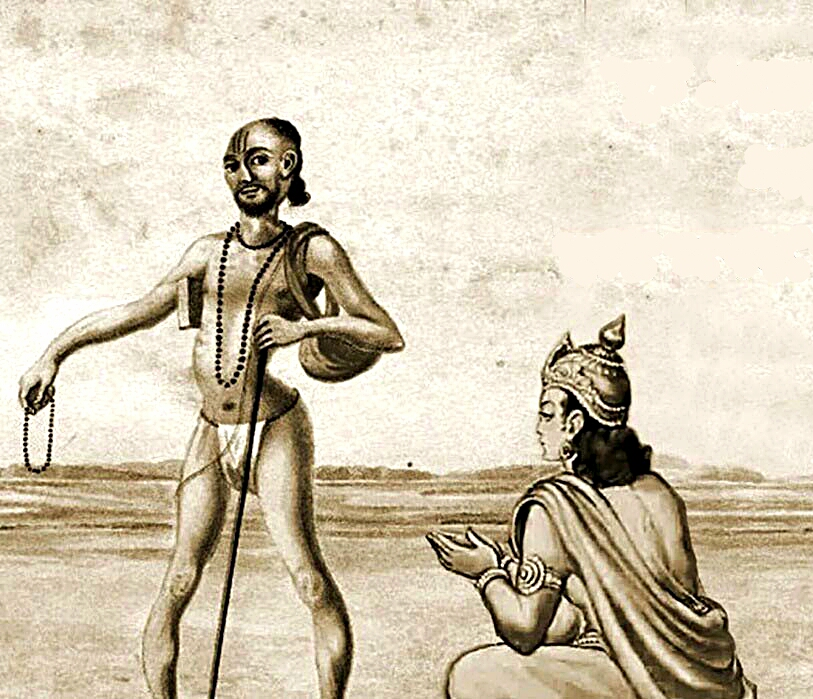
아슈타바크라와 자나카의 대화

원래 시라드바자라고 불린 자나카는 미틸라의 흐라스바로만 왕과 그의 아내 케이카시 사이에서 태어났다. 비데하 왕국은 역사적으로 동쪽으로는 간다키강, 서쪽으로는 마하난다강, 북쪽으로는 히말라야산맥, 남쪽으로는 갠지스강 사이에 위치했다. 자나카에게는 쿠샤드바자라는 남동생이 있었다. 미틸라의 왕으로 즉위하자 자나카는 삼카샤의 왕 수단반의 공격에 직면했다. 이어진 전쟁에서 자나카는 수단반을 물리치고 죽여 승리했고, 그 후 동생 쿠샤드바자를 삼카샤의 새로운 왕으로 임명했다.
니미 왕은 비데하 왕국의 첫 통치자였다. 자나카는 다음 순서로 비슈누의 후손이다: 브라흐마—마리치—카샤파—비바스반—바이바스바타—이크슈바쿠—니미—미티—우다바수—난디바르다나—수케투—데바라타—브리하드라타—마하비라—수드리티—드리슈타케투—하랴시바—마루—프라트반타카—키르티라타—데바미다—비부다—마히드라카—키르티라타—마하로만—스바르나로만—흐라스바로만—자나카.

### 결혼과 자녀

자나카가 쟁기질하다 시타를 발견한 후 미틸라로 데려가는 모습

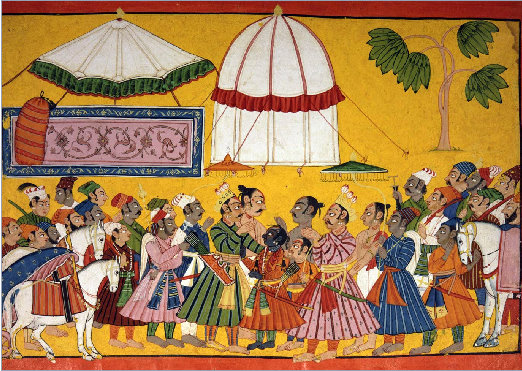
자나카가 라마와 그의 아버지 다샤라타를 미틸라로 환영하는 모습

자나카는 수나야나 왕비와 결혼했다. 라마야나에 따르면, 자나카와 수나야나는 야그나의 일환으로 쟁기질을 하다가 시타를 발견하고 그녀를 입양했다. 시타는 락슈미 여신의 화신으로 여겨진다. 수나야나는 나중에 자야 에카다시에 우르밀라를 낳았는데, 그녀는 나가락슈미 여신의 화신이다.
시타가 성인이 되자 자나카는 그녀의 스바얌바라를 주관했고, 라마가 승리했다. 라마와 시타의 결혼과 함께 우르밀라는 라마의 남동생 락슈마나와 결혼했다.

### 시바 링가 설립
전설에 따르면, 자나카 왕은 주 시바의 위대한 신자였다고 한다. 그는 고대 비데하의 수도 자나크푸르 주변에 그의 고행을 위한 몇몇 시바 링가를 설립했다. 그의 수도 자나크푸르의 네 모퉁이에 그가 설립한 네 개의 주요 시바 링가는 칼야네슈와르 마하데브 만디르, 잘레스와르 마하데브 만디르, 크시레슈와르 나트 마하데브 만디르 및 사프테슈와르 나트 마하데브 만디르였다. 마찬가지로 그는 시타마르히의 할레스와르 스탄에 할레스와르 나트 마하데브 만디르와 자낙푸르 담 외곽에 카필레스와르 나트 마하데브 만디르를 지은 공로도 인정받는다.

### 아요디아에서의 후기 역할
자나카는 바라타를 따라 치트라코트로 갔는데, 바라타는 라마, 시타, 락슈마나에게 아요디아로 돌아오라고 설득하러 갔다. 라마가 유배에서 돌아와 코살라의 왕으로 즉위한 후, 자나카는 그의 궁정에서 중요한 인물이 되었다. 라마는 또한 여러 중요한 경우에 자나카의 조언을 구하곤 했다.

## 평가

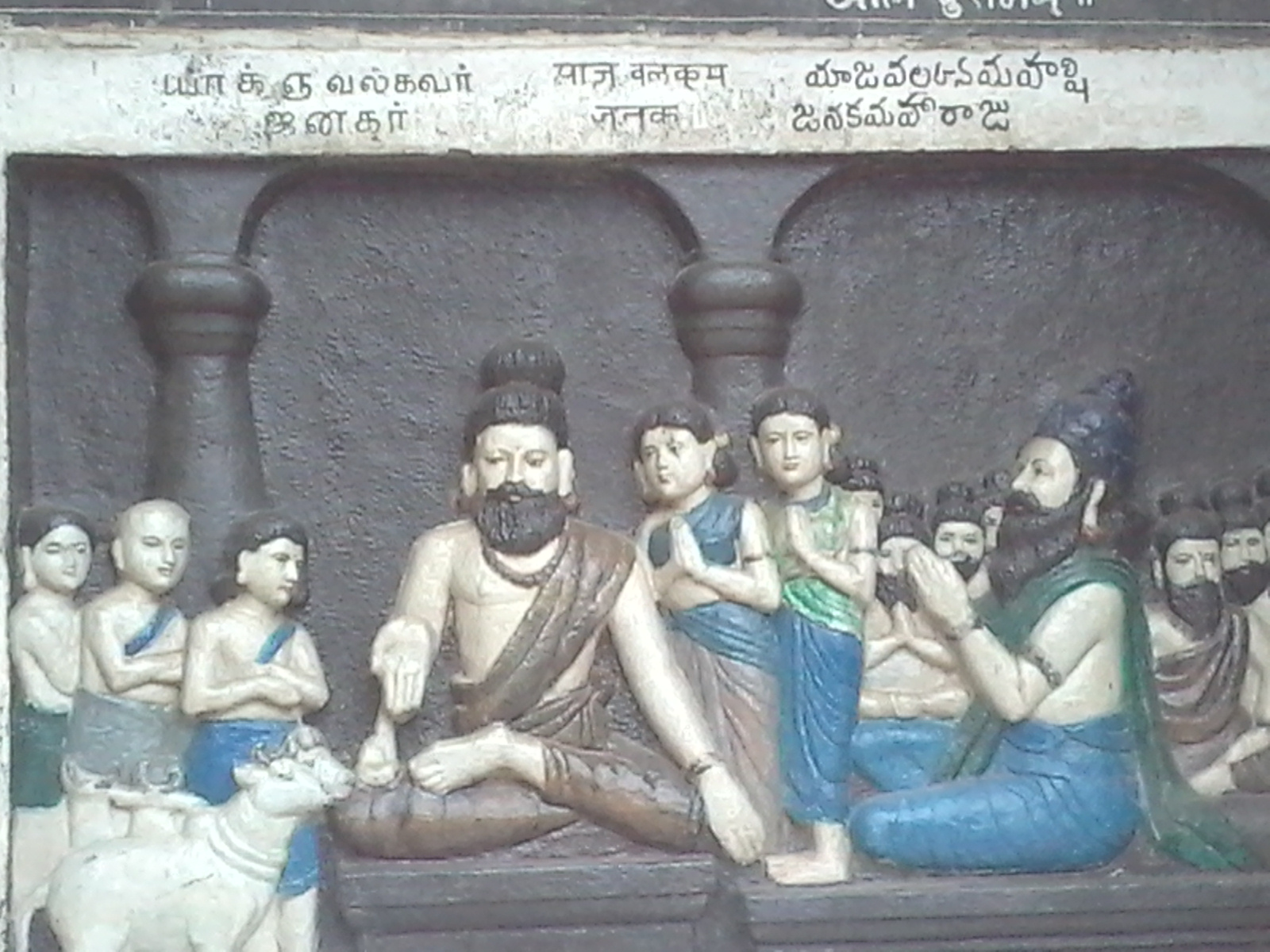
야즈나발키야가 자나카 왕에게 브라흐마 비드야를 가르친다.

샤타파타 브라마나와 브리하드아란야카 우파니샤드와 같은 후기 베다 문학에서는 특정 자나카 왕(기원전 8세기 또는 7세기경)을 베다 문화와 철학에 대한 후원으로 유명하며 그의 궁정이 브라만 현자들, 예를 들어 야즈나발키야, 웃달라카 아루니, 그리고 가르기 바차크나비에게 지적 중심지였던 비데하의 위대한 철인왕으로 언급한다. 그의 통치 하에 비데하는 인도 아대륙의 지배적인 정치 및 문화 중심지가 되었다.

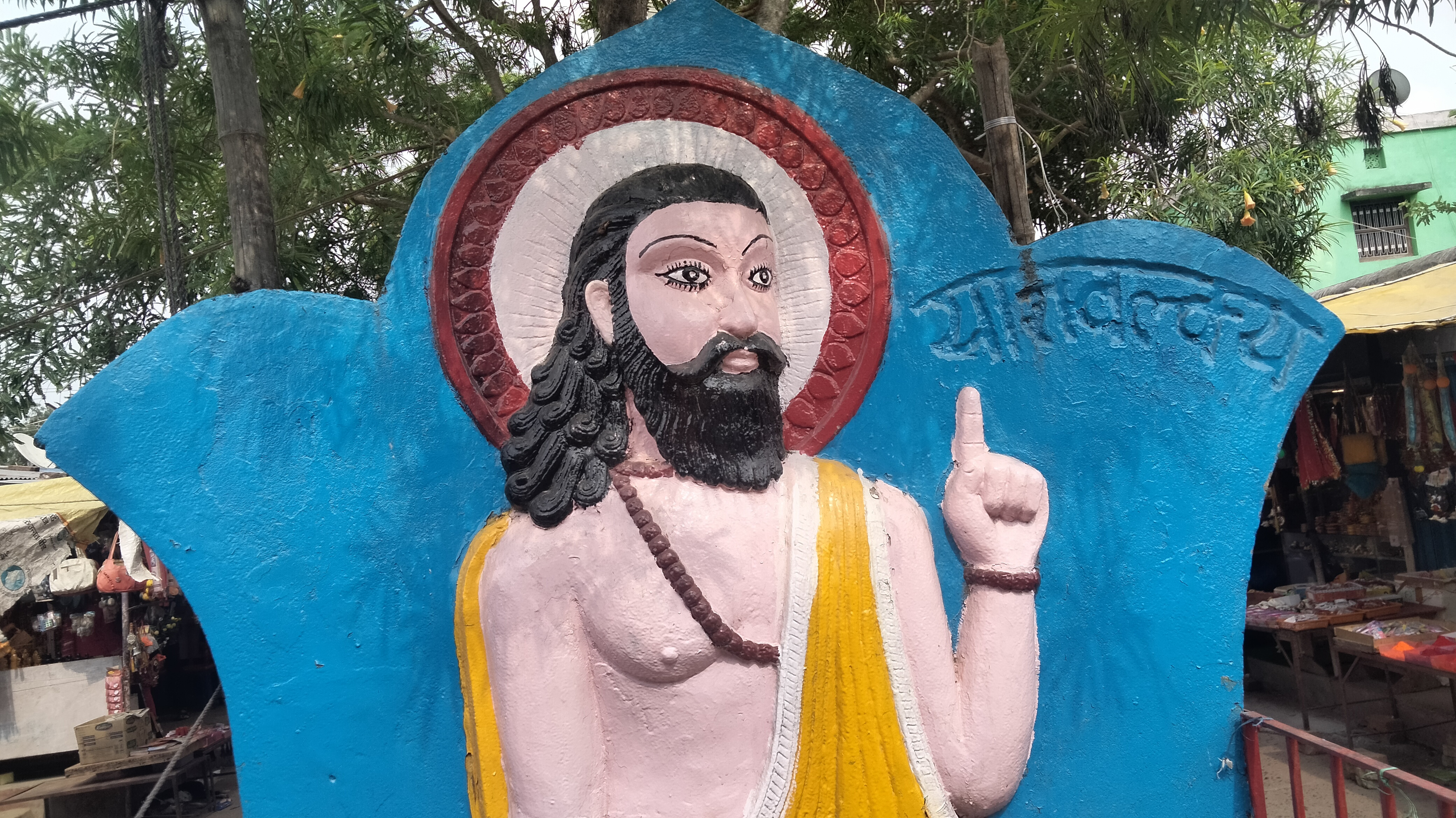
인도 비하르주 미틸라 지역 마두바니구의 베니파티 마을 근처에 있는 우차이트 바가와티 만디르 입구에 세워진 야즈나발키야 기념상.

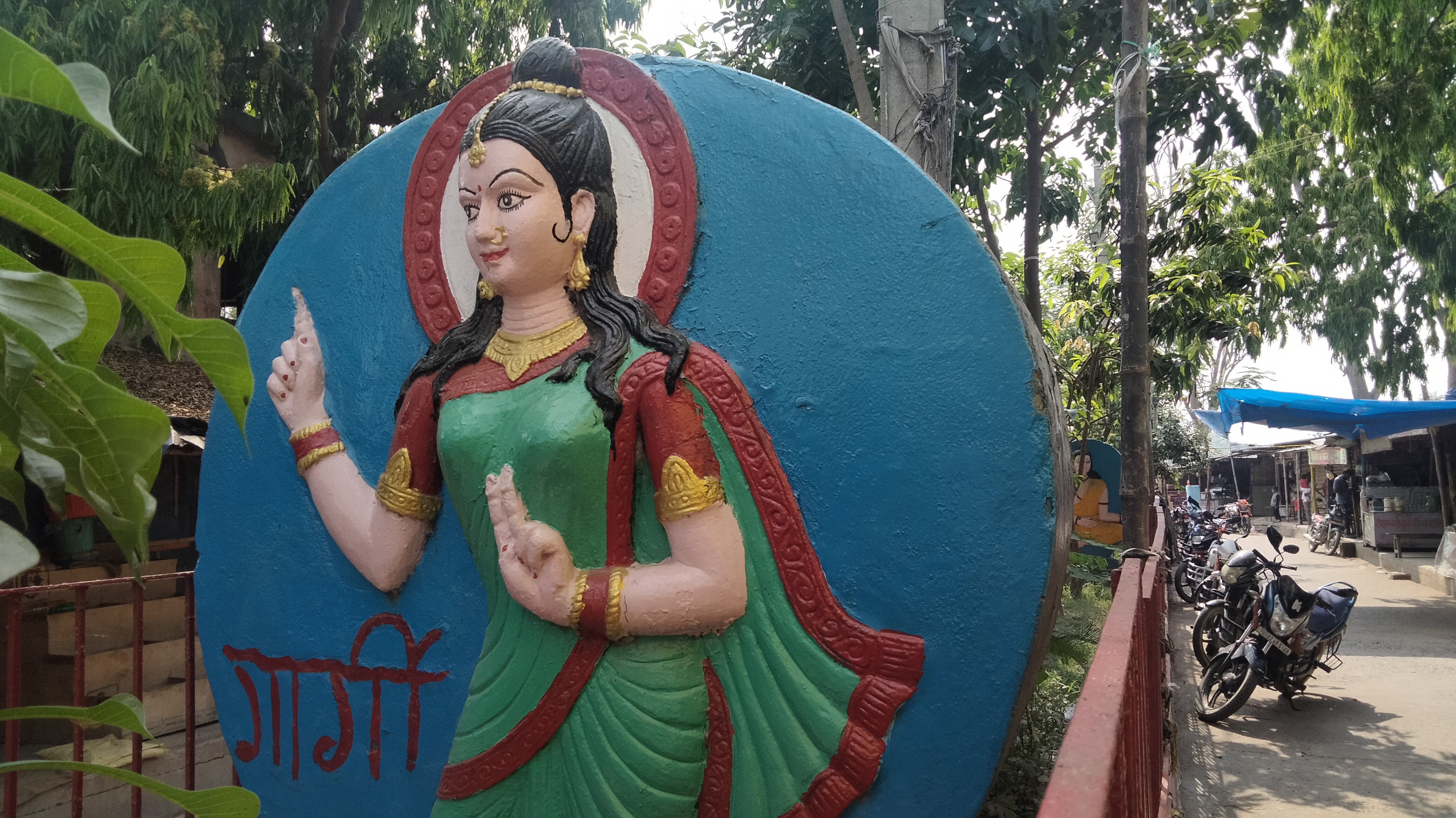
우차이쓰 바가와티 만디르에 세워진 브람바디니 가르기 바차크나비의 기념상

## 문학

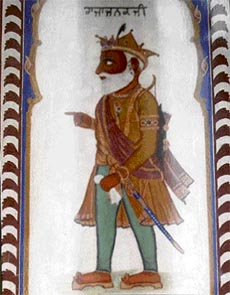
펀자브주 나우랑가바드의 니르말라 시크 사원 내부 벽에 그려진 라자 자나크 묘사 프레스코화

자나카와 현자 아슈타바크라의 대화는 아슈타바크라 기타에 기록되어 있으며, 여기에서 그는 깨달음을 얻은 인물로 묘사되고 현자 아슈타바크라에 의해 시험받았다. 많은 영적 스승들은 이 글을 자주 번역하고 그 의미를 추론하며 언급해왔다. 마찬가지로 자나카 왕과 현자 파라샤라의 철학적 대화는 파라샤르 기타로 기록되어 있다.

## 대중문화

### 영화
- 미킬리네니는 1991년 텔루구어 영화 Brahmarshi Viswamitra에서 자나카를 연기했다.
- Murali Mohan은 2011년 텔루구어 영화 Sri Rama Rajyam에서 자나카를 연기했다.[20]

### 텔레비전
- Mulraj Rajda는 1987년 시리즈 라마야나와 1988년 시리즈 Luv Kush에서 자나카를 연기했다.[21]
- 프라딥 샤르마는 2002년 시리즈 라마야나에서 자나카를 연기했다.
- 얀 프라카시는 2008년 시리즈 라마야나에서 자나카를 연기했다.
- 모히트 차우한은 2011년 시리즈 Devon Ke Dev...Mahadev에서 자나카를 연기했다.
- 라다 크리슈나 두타는 2012년 시리즈 라마야나에서 자나카를 연기했다.
- 비자이 아난드는 2015년 시리즈 Siya Ke Ram에서 자나카를 연기했다.[22]
- 샤바즈 칸은 2018년 시리즈 Ram Siya Ke Luv Kush에서 자나카를 연기했다.[23]
- 자틴 시알은 2021년 웹 시리즈 Ramyug에서 자나카를 연기했다.[24]
- Jiten Lalwani는 2024년 시리즈 Shrimad Ramayan에서 자나카를 연기했다.[25]

## 같이 보기
- 미틸라의 왕
- 마이틸인
- Trikaranasuddhi
- 프라바하나 자이발리
- 고대 미틸라 대학교

## 참고 문헌
- Dictionary of Hindu Lord and Legend (ISBN 0-500-51088-1) by Anna Dhallapiccola
- Raychaudhuri, Hemchandra (2006), 《Political History of Ancient India》, Cosmo Publications, ISBN 81-307-0291-6